# Bernice (Oklahoma)
Bernice es un pueblo ubicado en el condado de Delaware en el estado estadounidense de Oklahoma. En el año 2010 tenía una población de 562 habitantes y una densidad poblacional de 147,89 personas por km².

## Geografía
Bernice se encuentra ubicado en las coordenadas 36°37′31″N 94°54′49″O / 36.62528, -94.91361.

## Demografía
Según la Oficina del Censo en 2000 los ingresos medios por hogar en la localidad eran de $24,844 y los ingresos medios por familia eran $30,288. Los hombres tenían unos ingresos medios de $24,444 frente a los $15,833 para las mujeres. La renta per cápita para la localidad era de $15,005. Alrededor del 14.1% de la población estaban por debajo del umbral de pobreza.